# F.U.B.A.R.
F.U.B.A.R. anteriormente Scream Protest. es una banda de grindcore de Países Bajos originada en el año 2000 en la ciudad de Ámsterdam. 

## Historia
El grupo anteriormente se llamaba Scream Protest. El grupo se formó por un proyecto del exintegrante Boris de la banda "Supossitory". y solo realizó sólo dos shows con este nombre. 
Después de un tiempo Boris salió de la banda. Sin embargo, la banda siguió su camino, cambiando su nombre a F.U.B.A.R. (Fucked Up Beyond All Recognition "algo jodido más allá de todo reconocimiento"). Tras el cambio, uno de sus integrantes, Luc, se postuló para cantante. 
La banda grabó varios álbumes, realizando varias giras por todo el mundo (incluyendo Brasil y varios países de Europa), es principalmente conocida en Estados Unidos, Brasil, y en Países Europeos incluso en su país natal, Holanda.

## Integrantes

### Formación Actual
- Luc - vocalista
- Mark - guitarra
- Bas - bajo
- Paul - batería

### Exintegrantes
- Boris - vocalista

## Discografía

### Álbumes de estudio
- 2004: "Justification of Criminal Behaviour"
- 2012: "Lead Us to War"
- 2017: "Weltschmerz"

### EP
- 2010: "Doomer to Consume"

### Compilaciones
- 2002: "F.U.B.A.R."
- 2004: "Split CD: Catheter / Fubar"
- 2004: "An Old Fashioned Grindcore Assault"
- 2005: "Studio Sessions 2002-2004"
- 2005: "F.U.B.A.R. / Blood I Bleed"
- 2008: "Split CD: Splitter / F.U.B.A.R."
- 2010: "Cover Your Ears F.U.B.A.R. / K.S.K."